# Beckhausen
Beckhausen è un quartiere (Stadtteil) di Gelsenkirchen, appartenente al distretto Ovest.